# Beth Moore
Beth Moore nació Wanda Elizabeth Green es una evangelista anglicana y autora estadounidense, fundadora de Living Proof Ministries.

## Biografía
Beth Moore nació el 16 de junio de 1957 en Green Bay, Estados Unidos y pasó su infancia en Arkadelphia. Estudió ciencias políticas en la Universidad Estatal de Texas y obtuvo una Licenciatura en Artes. En 1978, se casó con Keith Moore.

### Ministerio
Cuando tenía 18 años, comenzó a enseñar en la Escuela Dominical. Luego se unió a la Primera Iglesia Bautista en Houston, donde enseñó a las mujeres. En la década de 1990, comenzó a facilitar conferencias para mujeres en varias iglesias de todo el país. En 1994, fundó Living Proof Ministries, un ministerio de estudio bíblico para mujeres. También ha escrito varios libros que han sido publicados por LifeWay, una editorial de la Convención Bautista del Sur. En 2015, actuó en su primera película "War Room (película)".
A principios de marzo de 2021 anuncia que se separa de la Convención Bautista del Sur pero no por ello deja de ser bautista.
En 2021, se unió a la Iglesia Anglicana de América del Norte con su esposo.

## Crítica
En 2019, en una conferencia, cuando le preguntaron a John F. MacArthur qué pensaba de la evangelista Beth Moore, respondió: "Vete a casa". Apoyó su comentario diciendo que la Biblia no mostraría un ejemplo de una mujer predicando. El pastor Wade Burleson calificó el comentario como misógino, contrario a la Biblia y al carácter de Jesucristo.